# Abdón
Abdón es un nombre de pila de varón en español. 
El nombre Abdón deriva del hebreo עבדון (Abdon), que significa "siervo o servidor (de Yahveh)".
Variante femenina: Abda.

## Variantes en otros idiomas
| Variantes en otras lenguas | Variantes en otras lenguas |
| -------------------------- | -------------------------- |
| Español                    | Abdón                      |
| Alemán                     | Abdon                      |
| Catalán                    | Abdó                       |
| Checo                      | Abdon                      |
| Euskera                    | Aton                       |
| Francés                    | Abdon                      |
| Gallego                    | Abdón                      |
| Hebreo                     | עבדון (Abdon)              |
| Húngaro                    | Abdon                      |
| Inglés                     | Abdon                      |
| Italiano                   | Abdon                      |
| Latín                      | Abdon                      |
| Lituano                    | Abdonas                    |
| Polaco                     | Abdon                      |
| Portugués                  | Abdão                      |

## En el santoral católico

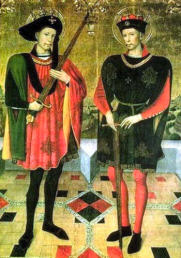
Abdón y Senén

La iglesia católica celebra los santos Abdón y Senén, mártires persas degollados durante el mandato del emperador Decio, en el año 250.
Su fiesta es el día 30 de julio.